# 高階成章 (公卿)
高階 成章（たかしな の なりあき）は、平安時代中期の公卿。春宮亮・高階業遠の四男。官位は正三位・大宰大弐。

## 経歴
三条朝で主殿権助や春宮・敦成親王の蔵人を務める。長和5年（1016年）敦成親王が即位（後一条天皇）すると、成章は六位蔵人に補せられて式部少丞を兼ね、翌長和6年（1017年）巡爵により従五位下・筑後権守に叙任された。
寛仁3年（1019年）紀伊守に遷り、万寿3年（1026年）治国の功労により従五位上に叙せられる。この間の治安元年（1021年）には平安京の南の東寺近くで、敦明親王（小一条院）の従者から虐待を受けている。成章は従者に頭髪を掴まれて地面に這いつくばらせられ、四方八方からさんざんに蹴飛ばされる暴行を受けた。そのため成章の衣服はボロボロになってしまった。なお成章は敦明親王が紀伊国に所有する荘園に関連してかねてより院から恨みを買っていたという。万寿4年（1027年）春宮・敦良親王の春宮大進に任ぜられる一方で、肥後守・太宰大弐と九州の地方官を兼ね、長元9年（1036年）敦良親王の即位（後朱雀天皇）に伴って正五位下に昇叙された。
長暦元年（1037年）今度は春宮・親仁親王（のち後冷泉天皇）の春宮権大進に任ぜられ、このころ近江守を兼ねるが、長久3年（1042年）従四位下・主殿頭に叙任され、親仁親王の即位を見ないまま春宮権大進を去っている。その後は、長久5年（1044年）阿波守、永承4年（1049年）伊予守と四国地方の国司を歴任。また、妻の藤原賢子（のち大弐三位）がかつて親仁親王の乳母を務めていたこともあってか、後冷泉朝にて永承5年（1050年）従四位上、永承6年（1051年）正四位下と昇進を続けた。
天喜2年（1054年）大宰大弐に任ぜられて再び九州に下向すると、翌天喜3年（1055年）赴任を賞して従三位に叙せられ、高階氏の氏人としては大伯父の高階成忠以来約70年ぶりに公卿に昇進した。天喜6年（1058年）正月に常寧殿造営の功労により正三位に至るが、同年2月6日薨去。享年69。

## 人物
地方官を歴任して蓄財し欲大弐と呼ばれた。勅撰歌人として『後拾遺和歌集』に1首の和歌作品が採録されている。

## 官歴
注記のないものは『公卿補任』による。
- 時期不詳：主殿権助。春宮蔵人（春宮・敦成親王）
- 長和5年（1016年） 正月29日：六位蔵人（太子登極日）。11月26日：式部少丞
- 長和6年（1017年） 正月7日：従五位下、筑後権守
- 寛仁3年（1019年） 正月23日：紀伊守
- 治安3年（1023年） 2月12日：去紀伊守
- 万寿3年（1026年） 4月27日：従五位上（治国）
- 万寿4年（1027年） 3月17日：春宮大進（春宮・敦良親王）
- 万寿5年（1028年） 4月25日：見肥後守[4]
- 長元3年（1030年） 3月23日：見大宰少弐肥後守[5]
- 長元9年（1036年） 4月：止大進（太子登極）。7月10日：正五位下（馨子内親王御給、即位日）
- 長暦元年（1037年） 8月17日：春宮権大進（春宮・親仁親王）
- 長久3年（1042年） 正月7日：従四位下（春宮去長久4年未給）。正月29日：主殿頭
- 長久5年（1044年） 正月：阿波守
- 寛徳2年（1045年） 12月11日：見近江前司[6]
- 永承3年（1048年） 11月：止阿波守
- 永承4年（1049年） 12月：伊予守
- 永承5年（1050年） 11月13日：従四位上
- 永承6年（1051年） 正月27日：正四位下（造貞観殿功）
- 天喜2年（1054年） 12月2日：大宰大弐
- 天喜3年（1055年） 7月19日：従三位（太宰大弐赴任賞）
- 天喜6年（1058年） 正月7日：正三位（造常寧殿賞）。2月6日：薨去[7]

## 系譜
- 父：高階業遠
- 母：修理大夫業平の娘[8]
- 妻：藤原賢子（大弐三位）（999?-1082?） - 藤原宣孝の娘、後冷泉天皇乳母
  - 男子：高階為家（1038-1106）
  - 女子：藤原通宗室
- 妻：藤原興方の娘
- 生母不明の子女
  - 男子：高階章行
  - 男子：高階章親
  - 三男：慶朝（1027-1107） - 天台座主第38世
  - 女子：藤原通房乳母
  - 女子：藤原伊房室

妻の藤原賢子（藤原宣孝と紫式部の間の娘）は、大弐三位として知られる歌人である。賢子は幼少期の後冷泉天皇の乳母を勤めており、天喜2年（1054年）後冷泉天皇の即位とともに賢子は従三位に昇叙し、夫の成章も大宰大弐に就任した。「大弐三位」の名はこの際の夫の官職「大宰大弐」と賢子自身の位階「三位」を合わせたものである。この二人の間に生まれた高階為家は、のちに後冷泉天皇の落胤を養子としている。